# 李新店站
李新店站是一个京广铁路上的铁路车站，位于河南省驻马店市确山县李新店镇，距北京西站945公里，距广州站1349公里，建于1912年，目前为四等站，邮政编码为463223。目前客运：办理旅客乘降；行李、包裹托运；货运：办理整车货物发到。